# Heterozyga
Heterozyga is een geslacht van vlinders van de familie sikkelmotten (Oecophoridae), uit de onderfamilie Oecophorinae.

## Soorten
- H. alseis Meyrick, 1906
- H. arida (Meyrick, 1902)
- H. catausta Meyrick, 1906
- H. clarifica Meyrick, 1914
- H. coppatias Meyrick, 1885
- H. cylicopa Meyrick, 1914
- H. gyrospila Meyrick, 1918
- H. sceletopis Meyrick, 1915
- H. sporadarcha Meyrick, 1921
- H. thetopa Meyrick, 1910